# Бештемак
Бештємак (рум. Beștemac) — село в Леовському районі Молдови. Адміністративний центр однойменної комуни, до складу якої також входить село Пітешть.